# Kelly Stubbins
Kelly Stubbins, née le 24 mars 1984  à Melbourne en Australie, est une nageuse australienne spécialisée dans la nage libre. Aux championnats du monde de natation en petit bassin de Dubaï, elle a été médaillée d'argent avec l'équipe australienne dans le 4 × 200 m nage libre.

## Biographie
En 2006, Kelly Stubbins est médaille d'or dans le relais 4 × 100 m quatre nages aux championnats de natation 2004 en Océanie aux Fidji. Puis elle remporte l'or aux Jeux du Commonwealth dans sa ville natale de Melbourne dans le relais 4 × 200m aux et l'argent dans la même épreuve lors des Championnats Pan Pacifiques à Montréal. Elle a également été médaillée de bronze dans le relais 4 × 100 m nage libre à ces championnats pan-pacifiques .
En 2010, elle est sélectionnée pour les jeux pan-pacifiques pour ses performances dans le 100 m libre féminin lors des Championnats du Telstra en Australie . Enfin elle participe aux championnats du monde de Dubaï où elle remporte avec l'équipe australienne la médaille da'rgent dans le relais 4 × 200 m nage libre.

## Palmarès

### Championnats du monde
Lors des championnats du monde en petit bassin qui se sont tenus à Dubaï en 2010, Kelly Stubbins  participe aux deux relais (4 × 100 m et 4 × 200 m). Dans le 4 × 100 m, elle participe aux séries où l'équipe se qualifie pour la finale avec un temps de 3 min 34 s 16. Elle ne participe pas à la finale où son équipe termine au pied du podium, en 4e place avec 3 min 30 s 92.
Dans le 4 × 200 m nage libre, elle participe aux séries et à la finale et son équipe remporte la médaille d'argent avec un temps de 7 min 37 s 57.
|          |             |                      |               |               |                |                  |
| Médaille | Compétition | Épreuve              | Temps équipe  | Temps perso   | Lieu           | Date             |
| Argent   | 2010        | 4 × 200 m nage libre | 7 min 37 s 57 | 1 min 55 s 41 | Dubaï (E.A.U.) | 19 décembre 2010 |

## Meilleurs temps personnels
Les meilleurs temps personnels établis par Kelly Stubbins dans les différentes disciplines sont détaillés ci-après.
| Épreuve              | Bassin | Temps         | Compétition                  | Lieu                | Date        |
| 50 m Libre           | 50 m   | 25 s 65       | Championnats d'Australie     | Sydney              | 20 mar 2009 |
| 100 m Libre          | 50 m   | 55 s 06       | Mutual of Omaha Pan Pacific… | Irvine (États-Unis) | 19 aou 2010 |
| 200 m Libre          | 50 m   | 1 min 58 s 73 | Championnats d'Australie     | Sydney              | 17 mar 2009 |
| 400 m Libre          | 50 m   | 4 min 17 s 90 | Victorian Championships      | Melbourne           | 17 jan 2009 |
| 50 m Dos             | 50 m   | 29 s 52       | Championnats d'Australie     | Sydney              | 22 mar 2008 |
| 100 m Dos            | 50 m   | 1 min 03 s 66 | Victorian Championships      | Melbourne           | 3 jan 2006  |
| 200 m Dos            | 50 m   | 2 min 22 s 17 | Victorian Championships      | Melbourne           | 4 jan 2008  |
| 50 m Libre (relais)  | 50 m   | 25 s 96       | Grand Prix                   | Sydney              | 23 avr 2010 |
| 100 m Libre (relais) | 50 m   | 55 s 45       | Victorian Championships      | Melbourne           | 18 jan 2009 |
| 200 m Libre (relais) | 50 m   | 1 min 58 s 98 | XVIII Jeux du Commonwealth   | Melbourne           | 18 mar 2006 |

| Épreuve              | Bassin | Temps         | Compétition                                   | Lieu              | Date        |
| 50 m Libre           | 25 m   | 25 s 21       | Championnats d'Australie en petit bassin      | Hobart            | 11 aou 2009 |
| 100 m Libre          | 25 m   | 53 s 56       | Championnats d'Australie en petit bassin      | Melbourne         | 22 sep 2008 |
| 200 m Libre          | 25 m   | 1 min 55 s 34 | FINA: World Cup No 5 - 2009 Séries            | Singapour (SIN)   | 21 nov 2009 |
| 400 m Libre          | 25 m   | 4 min 14 s 10 | Victorian Open & SWD Championships            | Melbourne         | 20 jul 2008 |
| 50 m Dos             | 25 m   | 28 s 13       | Championnats d'Australie en petit bassin      | Hobart            | 11 aou 2009 |
| 100 m Dos            | 25 m   | 59 s 45       | Championnats d'Australie en petit bassin      | Brisbane          | 14 jul 2010 |
| 200 m Dos            | 25 m   | 2 min 11 s 90 | Championnats d'Australie en petit bassin      | Brisbane          | 25 sep 2004 |
| 200 m 4 Nages        | 25 m   | 2 min 21 s 93 | Victorian Open & SWD Championships            | Melbourne         | 20 jul 2008 |
| 100 m Libre (relais) | 25 m   | 52 s 94       | Ch. du monde de natation en petit bassin 2008 | Manchester (R.U.) | 12 avr 2008 |
| 200 m Libre (relais) | 25 m   | 1 min 55 s 29 | Ch. du monde de natation en petit bassin 2008 | Manchester (R.U.) | 9 avr 2008  |